# Vincgalys
Vincgalys (hist., pol. Wendzgol, Wędzgol) – wieś na Litwie, położona w rejonie kiejdańskim okręgu kowieńskiego, 13 km na północ od Kiejdan.

## Historia
Prawdopodobnie na początku XIX wieku był to majątek rodziny Żongołłowiczów, w pierwszej połowie tego wieku przeszedł w postaci posagu na Michała Gościewicza (~1800–1863) herbu Prus III. Po nim Wendzgol otrzymał jego starszy syn Józef (1831–1922), który od 1864 roku był sędzią ziemskim. Do majątku należały również sąsiednie folwarki: Norejkowicze, Pikielewicze i Niegany. Pod koniec XIX wieku dobra liczyły 192 dziesięcin. Przeniósłszy się do Wilna w 1913 roku Józef przekazał Wendzgol swej siostrzenicy (córce siostry Karoliny) Annie z Goylewiczów (1863–1939), która wyszła za swego kuzyna Michała Gościewicza (1855–1927) z Goszczun (Goszczuny należały do brata Józefa, Michała Gościewicza (1835–1910)). Ostatnim z tej linii właścicielem Wendzgola był ich syn Tadeusz Gościewicz (1903–1943). Sprzedał on okrojony do 80 ha przez litewską reformę rolną majątek w 1930 roku Mieczysławowi Stefanowiczowi, do którego dobra te należały do 1940 roku. Przed litewską reformą rolną majątek ten liczył 470 ha ziemi ornej i lasu i powyższe trzy folwarki, po około 150–200 ha.
Pod koniec XIX wieku majątek tu mieli też Zawkiewiczowie (58 dziesięcin, w tym 3 dz. lasu i 3½ dz. nieużytków).
Po III rozbiorze Polski w 1795 roku Wendzgol, wcześniej wchodzący w skład Księstwa Żmudzkiego Rzeczypospolitej znalazł się na terenie ujezdu kowieńskiego, który należał kolejno do guberni wileńskiej, litewskiej (1797–1801), a później wileńskiej (1801–1843) i kowieńskiej (1843–1915) Imperium Rosyjskiego. Na początku XX wieku Wendzgol należał do gminy Surwiliszki. Od 1920 roku należy do Litwy, która w okresie 1940–1990, jako Litewska Socjalistyczna Republika Radziecka, wchodziła w skład ZSRR.

## Demografia wsi
1923 – 67
1959 – 201
1970 – 163
1979 – 109
2001 – 71
2011 – 60.

## Dwór

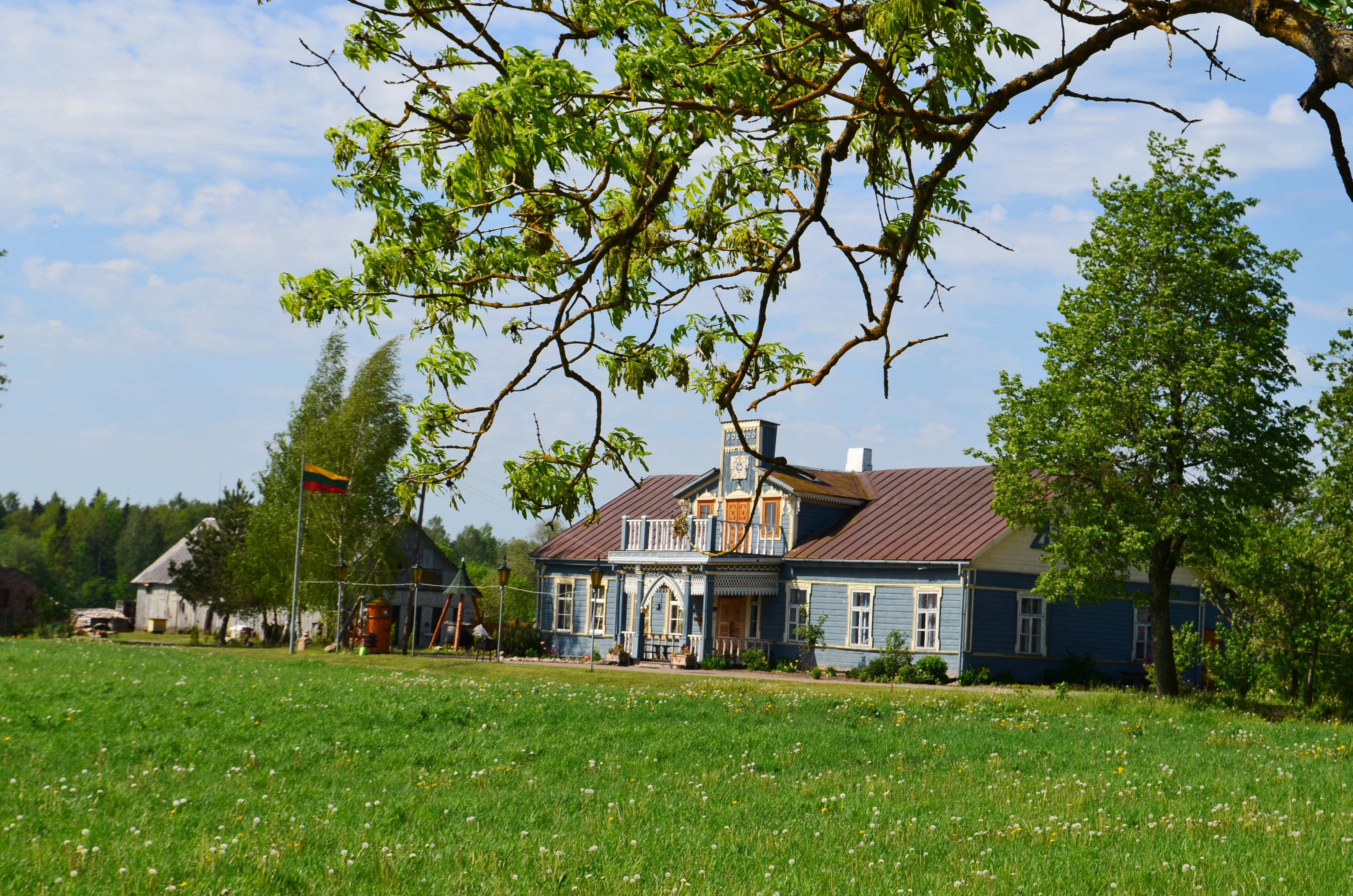
Dwór (2019)

Prawdopodobnie pod koniec XVIII wieku Żongołłowiczowie zbudowali tu niewielki, drewniany dwór. Michał Gościewicz w drugiej połowie XIX wieku dobudował do domu nowe, duże skrzydło, które od tej pory stało się głównym budynkiem mieszkalnym. Nowa część domu została w latach 1863–1866 oszalowana przez Józefa Gościewicza. W swej ostatecznej postaci dwór był budynkiem zaprojektowanym na planie prostokąta, dziewięcioosiowym, parterowym i podpiwniczonym. Wejście stanowił podniesiony o kilka stopni ganek z dwiema parami czworograniastych filarów podpierających taras z balustradą tralkową, podobną do tej na parterze. Centralna część domu była podniesiona o facjatkę. Budynek był przykryty dość wysokim gontowym, dwuspadowym dachem. 
Przed domem był duży gazon, rosło tu kilka kasztanów. Do dworu prowadziła aleja gęsto obsadzona kasztanowcami. Po prawej stronie alei, w pewnej odległości, stały stajnia i wozownia, po lewej – spichlerz. Również po lewej stronie był folwark. Druga aleja, lipowa, prowadziła do Datnowa. Przecinała ją aleja świerkowa. Pomiędzy aleją lipową a werandą domu rozciągał się podłużny staw. Pomiędzy tymi alejami rozciągał się sad owocowy.
Dwór zachował się do czasów współczesnych.
Majątek Wendzgol został opisany w 3. tomie Dziejów rezydencji na dawnych kresach Rzeczypospolitej Romana Aftanazego.